# 魯伊·馬里亞·德·阿勞若
魯伊·馬里亞·德·阿勞若（葡萄牙語：Rui Maria de Araújo；1964年5月21日—），是一名東帝汶醫生與政治人物、东帝汶独立革命阵线黨員，2015年2月16日出任东帝汶总理。

## 個人生活
他和特雷莎·安東尼奧·蘇亞雷斯·馬德拉（Teresa António Madeira Soares）結婚，並有2名子女。